# Enciclopedia Ucrainei Moderne
Enciclopedia Ucrainei Moderne (în ucraineană Енциклопе́дія суча́сної Украї́ни, transliterat: Ențîklopédia suceásnoii Ukraiínî) este o enciclopedie universală despre Ucraina și poporul ucrainean de la începutul secolului al XX-lea până în prezent, elaborată de Academia Națională de Științe a Ucrainei⁠(d) în colaborare cu Societatea științifică „Taras Șevcenko”⁠(d).
Enciclopedia este unul dintre cele mai importante proiecte ale Academiei Naționale de Științe a Ucrainei din domeniul științelor umanitare, la care lucrează oameni de știință din numeroase institute ale academiei în colaborare cu oameni de știință din academiile de ramură și instituțiile de învățământ superior din Ucraina. Până în 2022, au fost publicate 24 de volume, care conțin în total 67 de mii de articole. Conform Google Scholar, indicele h (indicele de impact) al enciclopediei este 12.

## Context și istorie
Volumele enciclopediei sunt publicate începând cu anul 2001 cu articole în ordine alfabetică. Aceasta este în prezent cea mai mare enciclopedie ucraineană din istorie, având cu 17 volume mai mult decât Enciclopedia sovietică ucraineană⁠(d).
Enciclopedia acoperă principalele domenii ale vieții în țară, terminologia din toate ramurile științei și artei, reflectă perspective moderne asupra evenimentelor și figurilor istorice și descrie relațiile Ucrainei cu alte țări ale lumii. Seria acordă o atenție deosebită fenomenelor, proceselor și conceptelor care caracterizează epoca independenței Ucrainei.
Ideea de a crea o enciclopedie națională modernă a apărut în mediul elitei intelectuale ucrainene conduse de Ivan Dziuba⁠(d) încă în primii ani după restabilirea independenței Ucrainei, când a apărut necesitatea de a scăpa de ideologia sovietică impusă în interpretarea trecutului istorico-cultural al poporului ucrainean și de a consolida valorile individuale și naționale. În această privință, creatorii enciclopediei acordă o importanță deosebită reintroducerii în circuitul cultural și științific a numeroaselor biografii pierdute sau ignorate în perioada sovietică. Enciclopedia descrie inclusiv minoritățile Ucrainei: tătarii crimeeni, evrei, polonezi, greci, bulgari și alții.
Din 2014, Enciclopedia este disponibilă și online.

## Elaborare
Comitetul de redacție a Enciclopediei este format din colaboratori ai Institutului de Cercetări Enciclopedice al Academiei Naționale de Științe a Ucrainei⁠(d). La scrierea ei sunt implicați membri ai Academiei (titulari și corespondenți), doctori în științe, oameni de știință și reprezentanți ai diasporei.
Pentru ilustrarea articolelor sunt utilizate arhivele naționale ale Arhivei Centrale de Stat de Film, Fotografie și Fonografie⁠(d), Muzeului de Stat de Artă Teatrală, Muzicală și Cinematografică⁠(d), Uniunii Naționale a Scriitorilor din Ucraina⁠(d) și ale altor organizații, precum și arhive personale furnizate de autori. Materialul cartografic este pregătit de Întreprinderea de Stat „Kartohrafiia⁠(d)”.

### Statistici
| Volum | Articole | Ilustrații alb-negru | Ilustrații color | Hărți | Tabele și diagrame |
| ----- | -------- | -------------------- | ---------------- | ----- | ------------------ |
| 1     | 2732     | 1628                 | 0                | 12    | 50                 |
| 2     | 3644     | 2915                 | 257              | 33    | 0                  |
| 3     | 3155     | 2366                 | 274              | 19    | 0                  |
| 4     | 3015     | 2186                 | 300              | 29    | 11                 |
| 5     | 3198     | 2329                 | 313              | 20    | 5                  |
| 6     | 3289     | 2846                 | 384              | 14    | 6                  |
| 7     | 2645     | 2073                 | 449              | 14    | 9                  |
| 8     | 3063     | 2566                 | 541              | 14    | 5                  |
| 9     | 2546     | 1829                 | 387              | 10    | 8                  |
| 10    | 2759     | 2269                 | 353              | 18    | 23                 |
| 11    | 2576     | 2057                 | 411              | 13    | 17                 |
| 12    | 2685     | 2303                 | 346              | 16    | 4                  |
| 13    | 3032     | 2828                 | 364              | 13    | 3                  |
| 14    | 3136     | 2701                 | 336              | 14    | 0                  |
| 15    | 3177     | 2687                 | 374              | 20    | 0                  |
| 16    | 3004     | 2675                 | 403              | 5     | 0                  |
| 17    | 2560     | 2329                 | 293              | 9     | 10                 |
| 18    | 2363     | 2322                 | 355              | 12    | 1                  |
| 19    | 2355     | 2254                 | 379              | 7     | 23                 |
| 20    | 2059     | 1944                 | 371              | 11    | 1                  |
| 21    | 2232     | 2074                 | 410              | 6     | 6                  |
| 22    | 2061     | 1834                 | 335              | 4     | 1                  |
| 23    | 2665     | 2711                 | 385              | 32    | 1                  |
| 24    | 3000     | 2542                 | 369              | 21    | 5                  |

### Comitetul de redacție
Comitetul de redacție este compus din următorii specialiști:
- Mîkola Jelezneak⁠(d) (secretar)
- Ivan Hamkalo⁠(d)
- Valerii Heieț⁠(d)
- Ievhen Holovaha⁠(d)
- Dmîtro Horbaciov⁠(d)
- Iaroslav Iațkiv⁠(d)
- Stanislav Kulciîțkîi⁠(d)
- Volodîmîr Lîtvîn⁠(d)
- Mîkola Melnîk⁠(d)
- Oleksii Onîșcenko⁠(d)
- Vitalii Pohodenko⁠(d)
- Ivan Serhiienko⁠(d)
- Anatolii Șîdlovskîi⁠(d)

### Versiunea electronică
Către începutul lunii octombrie 2019, versiunea electronică a Enciclopediei Ucrainei Moderne era pe locul 3.105 în clasamentul Alexa Internet al site-urilor vizitate de ucraineni, cedând Wikipediei (locul 7), dar depășind versiunea electronică a Marii enciclopedii ucrainene⁠(d) (locul 9.718). Principalul motiv al diferenței mari de vizitatori în raport cu Wikipedia este numărul de articole: în iulie 2019, Wikipedia în ucraineană conținea apriape un milion de articole, iar versiunea online a Enciclopediei Ucrainei Moderne doar aproximativ 76 de mii de pagini web. De asemenea, utilizarea masivă a abrevierilor, necesară pentru economia de spațiu în versiunea tipărită, a fost preluată fără schimbări în versiunea electronică, îngreunând lizibilitatea.
În 2024, versiunea electronică a avut peste de 3,2 milioane de vizitatori, iar cele mai citite articole au fost „Regiunea Donețk”, „Dnipro” și „Carpații (Munții Carpați)”.
Versiunea electronică conține și articole din volume care nu au fost încă tipărite.

## Cronologia lansării volumelor

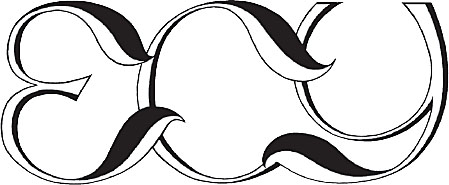
Logotip

Până în 2025, au fost publicate 24 de volume (numărul volumului și anul publicării sunt evidențiate cu aldine):
- Енциклопедія сучасної України / ред. кол.: І. М. Дзюба [та ін.] ; НАН України, НТШ, Коорд. бюро Енцикл. Сучас. України НАН України. — К. : Поліграфкнига, 2001. — Т. 1 : А. — 823 с. — ISBN 966-02-2075-8.
- Енциклопедія сучасної України / ред. кол.: І. М. Дзюба [та ін.] ; НАН України, НТШ, Коорд. бюро Енцикл. Сучас. України НАН України. — К. : Поліграфкнига, 2003. — Т. 2 : Б — Біо. — 872 с. — ISBN 966-02-2681-0.
- Енциклопедія сучасної України / ред. кол.: І. М. Дзюба [та ін.] ; НАН України, НТШ, Коорд. бюро Енцикл. Сучас. України НАН України. — К. : Поліграфкнига, 2004. — Т. 3 : Біо — Бя. — 695 с. — ISBN 966-02-2682-9.
- Енциклопедія сучасної України / ред. кол.: І. М. Дзюба [та ін.] ; НАН України, НТШ. — К. : Інститут енциклопедичних досліджень НАН України, 2005. — Т. 4 : В — Вог. — 700 с. — ISBN 966-02-3354-X.
- Енциклопедія сучасної України / ред. кол.: І. М. Дзюба [та ін.] ; НАН України, НТШ. — К. : Інститут енциклопедичних досліджень НАН України, 2006. — Т. 5 : Вод — Гн. — 728 с. — ISBN 966-02-3355-8.
- Енциклопедія сучасної України / ред. кол.: І. М. Дзюба [та ін.] ; НАН України, НТШ. — К. : Інститут енциклопедичних досліджень НАН України, 2006. — Т. 6 : Го — Гю. — 712 с. — ISBN 966-02-3966-1.
- Енциклопедія сучасної України / ред. кол.: І. М. Дзюба [та ін.] ; НАН України, НТШ. — К. : Інститут енциклопедичних досліджень НАН України, 2007. — Т. 7 : Ґ — Ді. — 708 с. — ISBN 978-966-02-4457-3.
- Енциклопедія сучасної України / ред. кол.: І. М. Дзюба [та ін.] ; НАН України, НТШ. — К. : Інститут енциклопедичних досліджень НАН України, 2008. — Т. 8 : Дл — Дя. — 716 с. — ISBN 978-966-02-4458-0.
- Енциклопедія сучасної України / ред. кол.: І. М. Дзюба [та ін.] ; НАН України, НТШ. — К. : Інститут енциклопедичних досліджень НАН України, 2009. — Т. 9 : Е — Ж. — 711 с. — ISBN 978-966-02-5720-7.
- Енциклопедія сучасної України / ред. кол.: І. М. Дзюба [та ін.] ; НАН України, НТШ. — К. : Інститут енциклопедичних досліджень НАН України, 2010. — Т. 10 : З — Зор. — 712 с. — ISBN 978-966-02-5721-4.
- Енциклопедія сучасної України / ред. кол.: І. М. Дзюба [та ін.] ; НАН України, НТШ. — К. : Інститут енциклопедичних досліджень НАН України, 2011. — Т. 11 : Зор — Как. — 710 с. — ISBN 978-966-02-6092-4.
- Енциклопедія сучасної України / ред. кол.: І. М. Дзюба [та ін.] ; НАН України, НТШ. — К. : Інститут енциклопедичних досліджень НАН України, 2012. — Т. 12 : Кал — Киї. — 711 с. — ISBN 978-966-02-6472-4.
- Енциклопедія сучасної України / ред. кол.: І. М. Дзюба [та ін.] ; НАН України, НТШ. — К. : Інститут енциклопедичних досліджень НАН України, 2013. — Т. 13 : Киї — Кок. — 711 с. — ISBN 978-966-02-6814-2.
- Енциклопедія сучасної України / ред. кол.: І. М. Дзюба [та ін.] ; НАН України, НТШ. — К. : Інститут енциклопедичних досліджень НАН України, 2014. — Т. 14 : Кол — Кос. — 767 с. — ISBN 978-966-02-7304-7.
- Енциклопедія сучасної України / ред. кол.: І. М. Дзюба [та ін.] ; НАН України, НТШ. — К. : Інститут енциклопедичних досліджень НАН України, 2014. — Т. 15 : Кот — Куз. — 711 с. — ISBN 978-966-02-7305-4.
- Енциклопедія сучасної України / ред. кол.: І. М. Дзюба [та ін.] ; НАН України, НТШ. — К. : Інститут енциклопедичних досліджень НАН України, 2016. — Т. 16 : Куз — Лев. — 712 с. — ISBN 978-966-02-7998-8.
- Енциклопедія сучасної України / ред. кол.: І. М. Дзюба [та ін.] ; НАН України, НТШ. — К. : Інститут енциклопедичних досліджень НАН України, 2016. — Т. 17 : Лег — Лощ. — 712 с. — ISBN 978-966-02-7999-5.
- Енциклопедія сучасної України / ред. кол.: І. М. Дзюба [та ін.] ; НАН України, НТШ. — К. : Інститут енциклопедичних досліджень НАН України, 2017. — Т. 18 : Лт — Малицький. — 711 с. — ISBN 978-966-02-7999-5.
- Енциклопедія сучасної України / ред. кол.: І. М. Дзюба [та ін.] ; НАН України, НТШ. — К. : Інститут енциклопедичних досліджень НАН України, 2018. — Т. 19 : Малиш — Медицина. — 687 с. — ISBN 978-966-02-8345-9.
- Енциклопедія сучасної України / ред. кол.: І. М. Дзюба [та ін.] ; НАН України, НТШ. — К. : Інститут енциклопедичних досліджень НАН України, 2018. — Т. 20 : Медична — Мікоян. — 687 с. — ISBN 978-966-02-8346-6.
- Енциклопедія сучасної України / ред. кол.: І. М. Дзюба [та ін.] ; НАН України, НТШ. — К. : Інститут енциклопедичних досліджень НАН України, 2019. — Т. 21 : Мікро — Моя. — 712 с. — ISBN 978-966-02-9001-3.
- Енциклопедія сучасної України / ред. кол.: І. М. Дзюба [та ін.] ; НАН України, НТШ. — К. : Інститут енциклопедичних досліджень НАН України, 2021. — Т. 23 : Нґ — Ня. — 832 с. — 3 800 прим. — ISBN 978-966-02-9624-4.
- Енциклопедія сучасної України / ред. кол.: І. М. Дзюба [та ін.] ; НАН України, НТШ. — К. : Інститут енциклопедичних досліджень НАН України, 2022. — Т. 24 : О. — 944 с. — 500 прим. — ISBN 978-966-02-9960-3.